# Karol Walezjusz (hrabia Maine)
Karol Walezjusz  (ur. 14 października 1414 w Château de Montils-lez-Tours, zm. 10 kwietnia 1472 w Neufvy-en-Touraine) – hrabia Maine, Mortain, Guise i Gien, młodszy syn księcia Andegawenii Ludwika II i Jolanty, córki króla Aragonii Jana I Myśliwego. Młodszy brat Ludwika III Andegaweńskiego i René I Andegaweńskiego.
W 1425 został hrabią Mortain. Po 1432 otrzymał tytuł hrabiego Gien. W 1441 został hrabią Maine, a w 1444 Guise. Był ponadto wicehrabią Chatellerault, Martigne, panem La Ferte-Bernard, parem Francji, gubernatorem i kapitanem de la ville de Paris (1435) a od 1441 gubernatorem Langwedocji i Gujenny. Stronnik króla Karola VII. Brał udział w oblężeniach Montereau (1437) i Pontoise (1441); kampaniach w Normandii (1450) i Gujennie (1453). Po śmierci Karola VII w 1461 został stronnikiem jego syna, króla Ludwika XI. Nie przystąpił do możnowładczej "Ligi Dobra Publicznego". W 1465 w bitwie pod Montlhéry dowodził tylną strażą wojsk królewskich.
W 1434 poślubił Cobellę Ruffo (zm. 1442), córkę Carla Ruffa, hrabiego Montaldo, i Ceccarelli Sanseverino. Miał z nią jednego syna:
- Karola (1436 – 11 grudnia 1481), księcia Andegawenii

9 stycznia 1443 poślubił Izabelę z Saint-Pol, hrabinę Guise (zm. 1472), córkę Piotra, hrabiego Saint-Pol i Małgorzaty z Baux, córki Franciszka z Baux, księcia Apulii. Karol i Izabela mieli razem córkę Ludwikę (1445 – 1477 w Carlat), żonę Jakuba Armagnac, księcia Nemours.
Karol miał również kilkoro nieślubnych dzieci:
- Jana (zm. 1497), pana na Charroux
- Marię, żonę nieznanego z imienia pana d'Auricher
- Ludwika (zm. 1489), barona Mezieres, pan na Sainte-Neomaye, Pree i Seneche, szeneszala i gubernatora Maine, szambelana królewskiego, legitymizowanego w 1468, który ożenił się z Anną z Tremoille i miał z nią dzieci